# Jumel
Pour les articles homonymes, voir Jumel (homonymie).
Pour l’article ayant un titre homophone, voir Jumelle.
Jumel qui fut également nommée Jumel-sur-Noye, est une commune française située dans le département de la Somme, en région Hauts-de-France.

## Géographie

### Localisation
Jumel est un village picard de l'Amiénois.
Limitrophe d'Ailly-sur-Noye, la localité est située à 10 km à l'ouest de Moreuil, 16 km au sud-est d'Amiens, 20 km au sud-ouest de Corbie, 20 km au nord-ouest de Montdidier et à 40 km au nord-est de Beauvais à vol d'oiseau.
Le territoire de la commune est limitrophe de ceux de six communes.
Les communes limitrophes sont  Ailly-sur-Noye, Essertaux, Estrées-sur-Noye, Grattepanche, Guyencourt-sur-Noye et Oresmaux.

### Hydrographie

#### Réseau hydrographique
La commune est située dans le bassin Artois-Picardie. Elle est drainée par l'Ailly-sur-Noye.

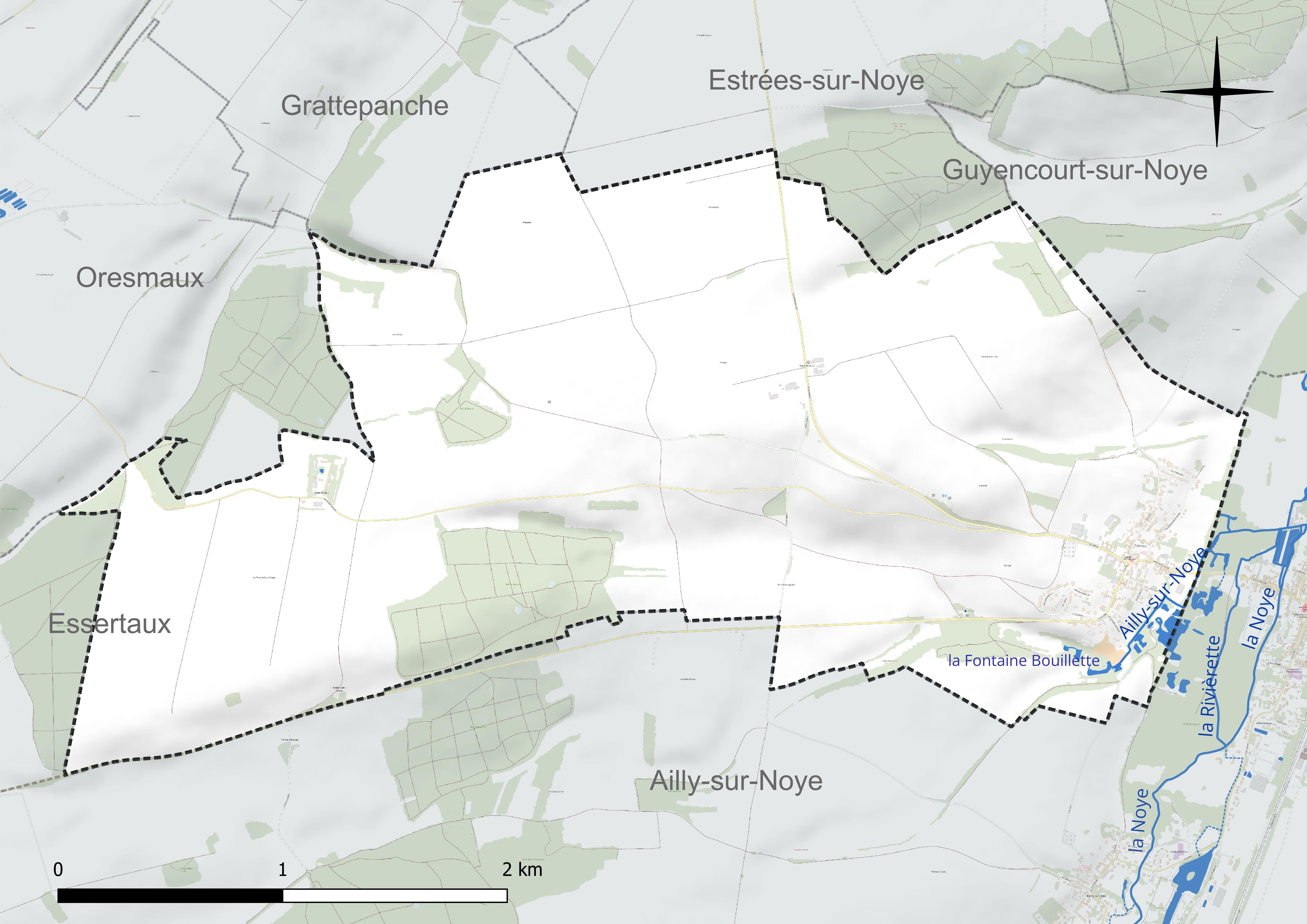
Réseau hydrographique de Jumel.

Un plan d'eau complète le réseau hydrographique : la fontaine Bouillette (0,3 ha),.

#### Gestion et qualité des eaux
Le territoire communal est couvert par le schéma d'aménagement et de gestion des eaux (SAGE) « Somme aval et Cours d'eau côtiers ». Ce document de planification concerne un territoire de 1 835 km2 de superficie, délimité par le bassin versant de la Somme canalisée. Le périmètre a été arrêté le 29 avril 2010 et le SAGE proprement dit a été approuvé le 6 août 2019. La structure porteuse de l'élaboration et de la mise en œuvre est le syndicat mixte d'aménagement hydraulique du bassin versant de la Somme (AMEVA).
La qualité des cours d'eau peut être consultée sur un site dédié géré par les agences de l'eau et l'Agence française pour la biodiversité.

### Climat
Pour des articles plus généraux, voir Climat des Hauts-de-France et Climat de la Somme.
En 2010, le climat de la commune est de type climat océanique dégradé des plaines du Centre et du Nord, selon une étude du CNRS s'appuyant sur une série de données couvrant la période 1971-2000. En 2020, Météo-France publie une typologie des climats de la France métropolitaine dans laquelle la commune est exposée à un climat océanique et est dans la région climatique Nord-est du bassin Parisien, caractérisée par un ensoleillement médiocre, une pluviométrie moyenne régulièrement répartie au cours de l'année et un hiver froid (3 °C).
Pour la période 1971-2000, la température annuelle moyenne est de 10,7 °C, avec une amplitude thermique annuelle de 13,9 °C. Le cumul annuel moyen de précipitations est de 674 mm, avec 11,2 jours de précipitations en janvier et 8,5 jours en juillet. Pour la période 1991-2020, la température moyenne annuelle observée sur la station météorologique la plus proche, située sur la commune de Rouvroy-les-Merles à 12 km à vol d'oiseau, est de 10,7 °C et le cumul annuel moyen de précipitations est de 647,9 mm,. Pour l'avenir, les paramètres climatiques de la commune estimés pour 2050 selon différents scénarios d'émission de gaz à effet de serre sont consultables sur un site dédié publié par Météo-France en novembre 2022.

## Urbanisme

### Typologie
Au 1er janvier 2024, Jumel est catégorisée commune rurale à habitat dispersé, selon la nouvelle grille communale de densité à sept niveaux définie par l'Insee en 2022.
Elle appartient à l'unité urbaine d'Ailly-sur-Noye, une agglomération intra-départementale regroupant deux  communes, dont elle est une commune de la banlieue,,. Par ailleurs la commune fait partie de l'aire d'attraction d'Amiens, dont elle est une commune de la couronne,. Cette aire, qui regroupe 369 communes, est catégorisée dans les aires de 200 000 à moins de 700 000 habitants,.

### Occupation des sols
L'occupation des sols de la commune, telle qu'elle ressort de la base de données européenne d'occupation biophysique des sols Corine Land Cover (CLC), est marquée par l'importance des territoires agricoles (88,8 % en 2018), une proportion sensiblement équivalente à celle de 1990 (89,2 %). La répartition détaillée en 2018 est la suivante : 
terres arables (87,6 %), forêts (6,5 %), zones urbanisées (4,7 %), zones agricoles hétérogènes (1,3 %). L'évolution de l'occupation des sols de la commune et de ses infrastructures peut être observée sur les différentes représentations cartographiques du territoire : la carte de Cassini (XVIIIe siècle), la carte d'état-major (1820-1866) et les cartes ou photos aériennes de l'IGN pour la période actuelle (1950 à aujourd'hui).

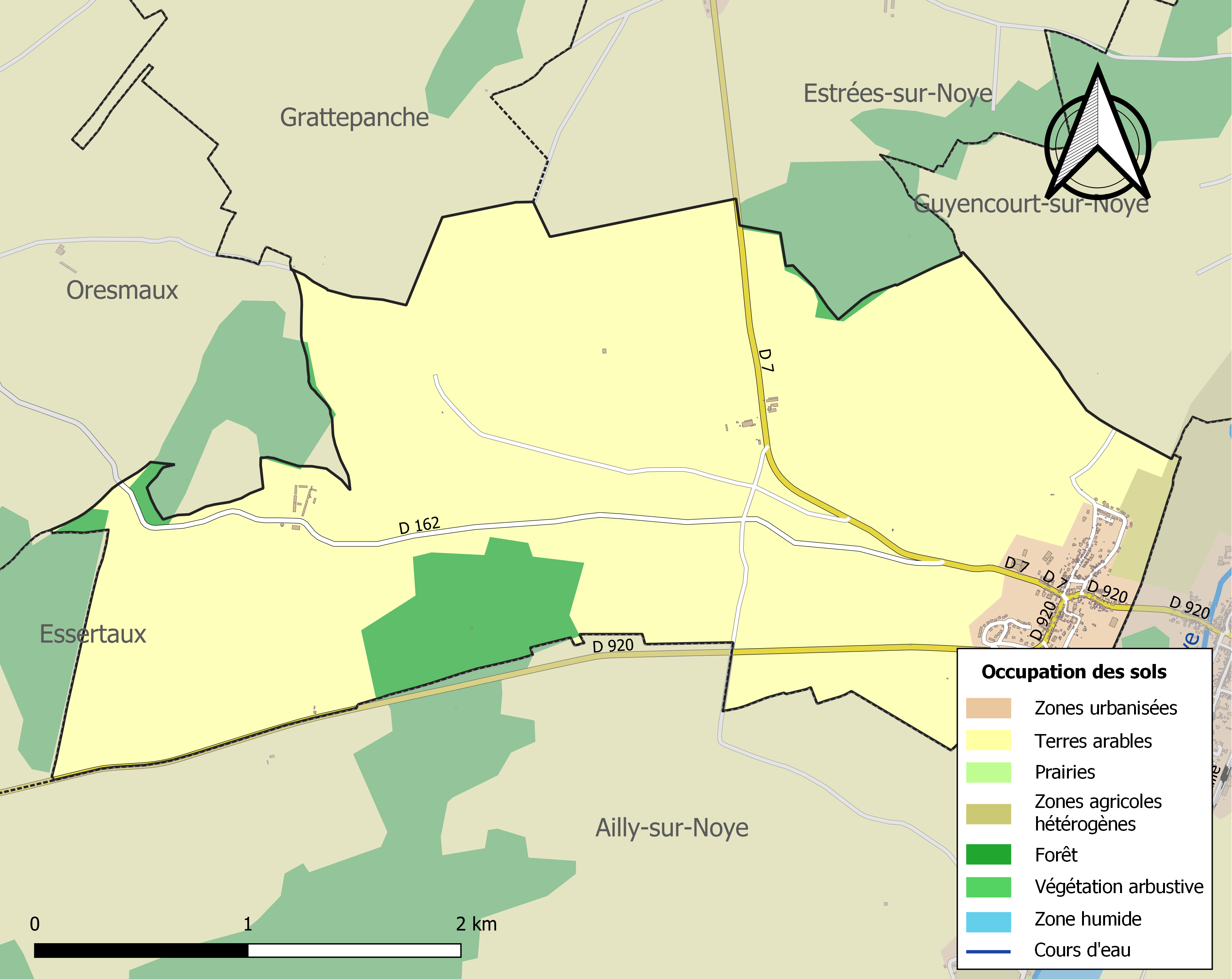
Carte des infrastructures et de l'occupation des sols de la commune en 2018 (CLC).

### Voies de communication et transports
La localité est desservie par les lignes d'autocars du réseau Trans'80, Hauts-de-France, tous les jours sauf le dimanche et les jours fériés (ligne no 41, Montdidier - Ailly-sur-Noye - Amiens).

## Toponymie
Le nom de la localité est attesté sous les formes Jumelli en 1105 ; Jumellæ en 1131 ; Jumeles en 1146 ; Gemelli en 1146 ; Jumelles en 1265 ; Jumel — Jumeaux au XIIIe siècle ; Gemeles en 1301 ; Jumellais en 14.. ; Jeumelles en 1581 ; Gumelle en 1657 ; Jumelle en 1648 ; Jumel entre 1826 et 1862.
Surnom donné à un jumeau issu du latin gemellus. Cette évolution phonétique se rencontre en picard pour la déformation locale du mot jeune, qui devient joine.

## Histoire
La terre ou baronnie de Jumel (ou Jumelles), relevant de Boves, fut érigée en marquisat pour Henri Le Roi (ou Le Roy) par lettres de février 1678, avec union du Petit Bocquet. Elle est passée ensuite à la maison de Béry, et fut unie à son marquisat d'Esserteaux en 1764.
La commune, instituée lors de la Révolution française, absorbe entre 1790 et 179 celle du Petit Bocquet, et prend, durant quelques années, la dénomination de Jumelle et Le Petit Bocquet. Depuis 1801, elle porte son nom actuel de Jumel.
Seconde Guerre mondiale
La commune a été décorée de la Croix de guerre 1939-1945 avec étoile de bronze, par décret du 11 novembre 1948.

## Politique et administration

### Rattachements administratifs et électoraux
La commune se trouve dans l'arrondissement de Montdidier du département de la Somme. Pour l'élection des députés, elle fait partie depuis 2012 de la quatrième circonscription de la Somme.
Elle fait partie depuis 1793 du canton d'Ailly-sur-Noye, qui a été modifié et agrandi dans le cadre du redécoupage cantonal de 2014 en France.

### Intercommunalité
La commune était membre de la communauté de communes du Val de Noye, créée par un arrêté préfectoral du 11 mai 2001, et qui succèdait, conformément aux dispositions de la Loi Chevènement, au District du Val de Noye, créé en 1994.
Dans le cadre des dispositions de la loi portant nouvelle organisation territoriale de la République du 7 août 2015, qui prévoit que les établissements publics de coopération intercommunale (EPCI) à fiscalité propre doivent avoir un minimum de 15 000 habitants, la préfète de la Somme propose en octobre 2015 un projet de nouveau schéma départemental de coopération intercommunale (SDCI) prévoyant la réduction de 28 à 16 du nombre des intercommunalités à fiscalité propre du département.
Après des hypothèses de regroupement des communautés de communes du Grand Roye (CCGR), du canton de Montdidier (CCCM), du Santerre et d'Avre, Luce et Moreuil, la préfète dévoile en octobre 2015 son projet qui prévoit la « des communautés de communes d'Avre Luce Moreuil et du Val de Noye », le nouvel ensemble de 22 440 habitants regroupant 49 communes,. À la suite de l'avis favorable des intercommunalités et de la commission départementale de coopération intercommunale en janvier 2016 puis des conseils municipaux et communautaires concernés, la fusion est établie par un arrêté préfectoral du 22 décembre 2016, qui prend effet le 1er janvier 2017.
La commune est donc désormais membre de la communauté de communes Avre Luce Noye (CCALN).

### Politique locale
Après quatre démissions de conseillers municipaux d'opposition qui estimaient n'avoir qu'un rôle de spectateur, des élections municipales partielles sont organisées en mars 2017. Celles-ci ont été infructueuses, les candidats ayant recueilli moins de 25 % des suffrages des électeurs inscrits. De nouvelles élections sont donc organisées en octobre 2017 afin de compléter le conseil municipal et élire un maire pour la période 2017-2020,.

### Liste des maires
| Période                                  | Période                      | Identité           | Étiquette | Qualité                         |
| ---------------------------------------- | ---------------------------- | ------------------ | --------- | ------------------------------- |
| Les données manquantes sont à compléter. |                              |                    |           |                                 |
| avant 1981                               |                              | Georges Delattre   |           |                                 |
| Les données manquantes sont à compléter. |                              |                    |           |                                 |
| mars 2001                                | En cours (au 8 octobre 2020) | Hubert Van Goethem |           | Réélu pour le mandat 2020-2026, |

## Population et société

### Démographie
L'évolution du nombre d'habitants est connue à travers les recensements de la population effectués dans la commune depuis 1793. Pour les communes de moins de 10 000 habitants, une enquête de recensement portant sur toute la population est réalisée tous les cinq ans, les populations de référence des années intermédiaires étant quant à elles estimées par interpolation ou extrapolation. Pour la commune, le premier recensement exhaustif entrant dans le cadre du nouveau dispositif a été réalisé en 2008.

En 2022, la commune comptait 531 habitants, en évolution de +2,91 % par rapport à 2016 (Somme : −1,26 %, France hors Mayotte : +2,11 %).
| 1793 | 1800 | 1806 | 1821 | 1831 | 1836 | 1841 | 1846 | 1851 |
| ---- | ---- | ---- | ---- | ---- | ---- | ---- | ---- | ---- |
| 278  | 277  | 305  | 308  | 328  | 322  | 324  | 357  | 360  |

| 1856 | 1861 | 1866 | 1872 | 1876 | 1881 | 1886 | 1891 | 1896 |
| ---- | ---- | ---- | ---- | ---- | ---- | ---- | ---- | ---- |
| 358  | 356  | 354  | 316  | 310  | 307  | 316  | 307  | 290  |

| 1901 | 1906 | 1911 | 1921 | 1926 | 1931 | 1936 | 1946 | 1954 |
| ---- | ---- | ---- | ---- | ---- | ---- | ---- | ---- | ---- |
| 276  | 286  | 274  | 323  | 293  | 283  | 274  | 296  | 287  |

| 1962 | 1968 | 1975 | 1982 | 1990 | 1999 | 2006 | 2008 | 2013 |
| ---- | ---- | ---- | ---- | ---- | ---- | ---- | ---- | ---- |
| 284  | 322  | 291  | 268  | 303  | 368  | 356  | 352  | 499  |

| 2018 | 2022 | - | - | - | - | - | - | - |
| ---- | ---- | - | - | - | - | - | - | - |
| 519  | 531  | - | - | - | - | - | - | - |

## Culture locale et patrimoine

### Lieux et monuments
- Église Saint-Quentin[43],[44].

- Chapelle de la Vierge. À l'extrémité de la rue Pasteur, elle renferme une statue de Notre-Dame de Lourdes[45].
- Chapelle à la ferme Saint-Nicolas. C'est la chapelle de l'ancien prieuré Saint-Nicolas-de-Regny fondé par Ibert de Jumel en 1132[45].
- La grotte.

### Personnalités liées à la commune
- Denis Morel-Cornet (1793-1874), homme politique né à Jumel, député de la Somme de 1848 à 1851.

### Héraldique
| Blason de Jumel | Blason  | De sable à trois gerbes de blé d'or liées de gueules. |
| Blason de Jumel | Détails | Le statut officiel du blason reste à déterminer.      |